# کلودیو وارلام
کلودیو وارلام (به انگلیسی: Claudiu Varlam) ژیمناست زادهٔ ۳۱ مهٔ ۱۹۷۵ میلادی اهل کشور رومانی است.